# Juan Nicolás Böhl de Faber
Juan Nicolás Böhl de Faber (německy Johann Nikolaus Böhl von Faber) (9. prosince 1770, Hamburk – 9. listopadu 1836, Cádiz) byl hispanista a literární kritik německého původu, který podporoval ve Španělsku myšlenku romantismu.

## Život
Pocházel z rodiny hamburského obchodníka, ale většinu života prožil v Cádizu jako obchodní zástupce svého otce. Seznámil se zde také se svou budoucí manželkou Franciscou Javierou Ruiz de Larrea y Aherán, spisovatelkou píšící pod jménem Frasquita Larrea. Roku 1796 uzavřel pár manželství a usadil se ve Švýcarsku v Morges u Ženevského jezera, kde se narodilo jejich první dítě, dcera Cecilia Böhl von Faber, známá později jako spisovatelka píšící pod pseudonymem Fernán Caballero. Roku 1797 se pár vrátil do Cádizu.
Roku 1805 odjel Böhl z obchodních důvodů s rodinou do Německa, kde však došlo k manželským neshodám, protože jeho manželka se nedokázala životu v Německu přizpůsobit. Odjela proto s mladšími dcerami zpět do vlasti a Böhl zůstal v Německu se svou nejstarší dcerou Cecilií a se synem Juanem Jacobem, kterého sám učil. Roku 1806 jej adoptoval jeho nevlastní otec, díly čemu mohl přidat ke svému jménu von Faber. Během této doby stále více studoval náboženskou a mystickou literaturu a německý romantismus. Kvůli napoleonským válkám se rodina znovu setkala až roku 1813.
Böhl de Faber propagoval ve Španělsku myšlenky romantismu, a to především německého na základě estetiky bratrů Augusta Wilhelma Schlegela a Friedricha Schlegela. Odsuzoval osvícenství a klasicismus jako období, které uměle přerušilo cestu španělské literatury k romantismu. Ta podle něho začala již v době zlatého věku, a proto propagoval starší španělské divadlo a především Pedra Calderóna de la Barca pro romantickou vroucnost. Tyto jeho snahy však nebyly příliš úspěšné, protože německý mysticismus a kult středověku neměl ve Španělsku, v době války proti Francouzům za národní nezávislost a v době odporu liberálních sil proti despotickému absolutismu krále Ferdinanda VII., příliš velký ohlas. Přesto se stal jedním z inspirátorů španělského romantického hnutí.

## Výběrová bibliografie
- Sobre el arte dramático y la literatura (1809-1811, O dramatickém umění a literatuře).
- Reflexiones de Schlegel sobre el teatro traducidas del alemán (1814, Schlegelovy úvahy o divadle přeložené z němčiny).
- Vindicaciones de Calderón y del teatro antiguo español contra los afrancesados en literatura (1820, Obrana Calderóna a staršího španělského divadla proti frankofilům v literatuře).
- Floresta de rimas antiguas castellanas (1821-1825, Háj starých kastilských veršů), třídílná antologie staré španělské lyriky.
- Teatro español anterior a Lope de Vega (1832, Španělské divadlo před Lope de Vegou). soubor dramatických textů.